# Itala Mela
Itala Mela (ur. 24 sierpnia 1904 w La Spezia, zm. 29 kwietnia 1957 w La Spezia) – włoska oblatka benedyktyńska, mistyczka, błogosławiona Kościoła katolickiego.
Jej rodzicami byli Pasquino Mela i Louise Bianchini. W dniu 9 maja 1915 roku przystąpiła do Pierwszej Komunii świętej w kaplicy Pobożnego Domu Miłosierdzia. W dniu 27 lutego 1920 roku zmarł jej 9-letni brat Enrico, od tego czasu była ateistką. 11 listopada 1922 roku zapisała się na studia klasycznej literatury, wtedy przeszła na katolicyzm. W 1928 roku uzyskała dyplom na Uniwersytecie Genueńskim, a w dniu 2 marca 1929 roku zdiagnozowano u niej zapalenie opłucnej i zapalenie wsierdzia, jednakże udało jej się wyleczyć. Była teologiem. Zmarła 29 kwietnia 1957 roku mając 52 lata w opinii świętości i została pochowana w krypcie w katedrze Chrystusa Króla.
W dniu 21 listopada 1976 roku rozpoczął się jej proces beatyfikacyjny. 12 czerwca 2014 papież Franciszek promulgował dekret o heroiczności jej cnót. Od tej pory przysługuje jej tytuł Czcigodnej Sługi Bożej. 14 grudnia 2015 papież Franciszek podpisał dekret o cudzie i jej beatyfikacja odbyła się 10 czerwca 2017 w La Spezia.